# Тильмыг
Тильмы́г — потухший вулкан на севере полуострова Камчатка. Находится в верховьях реки Воямполки (Жиловой), впадающей в Охотское море.
Вулкан представляет собой щитовидный массив из двух базальтовых щитов, образовавшихся в голоцене. Диаметры щитов равны 7 и 15 километров, они образовались поверх базальтового плато нижнеплейстоценового возраста. Тильмыг является одним из самых северных вулканов Камчатки. К югу от него находится вулкан Острый.